# EGO (рушій)
EGO — рушій гри, модифікована версія рушія Neon, використаного в грі Colin McRae: DiRT, що розроблена компаніями Codemasters та Sony Computer Entertainment з використанням крос-платформного графічного рушія PhyreEngine від Sony. Рушій орієнтований на апаратно-програмні платформи ПК (Windows), Xbox 360 та PlayStation 3. 
6 липня 2009 року Брайян Маршалл (англ. Bryan Marshall), технічний директор Codemasters, офіційно заявив, що в ПК-версії гонки Colin McRae: Dirt 2, яка буде використовувати рушій «EGO», буде додана підтримка DirectX 11. Таким чином, рушій «EGO» став першим рушієм, для якого була заявлена підтримка DirectX 11.
Наприкінці липня 2010 року старший віце-президент Codemasters Джеймі МакДональд (англ. Jamie MacDonald) в інтерв'ю Develop повідомив про нові іграх компанії, які розробляються з використанням EGO 2.0, другої ітерації рушія. Згідно з його словами, в цей момент компанія активно розробляє рушій.

## Ігри, в яких використаний EGO
| Назва гри                           | Дата виходу          | Версія рушія EGO |
| ----------------------------------- | -------------------- | ---------------- |
| Colin McRae: DiRT                   | 15 червня 2007 року  | 1.0              |
| Race Driver: GRID                   | 30 травня 2008 року  | 1.0              |
| Colin McRae: Dirt 2                 | 8 вересня 2009 року  | 1.0              |
| Operation Flashpoint: Dragon Rising | 6 жовтня 2009 року   | 1.0              |
| F1 2010                             | 22 вересня 2010 року | 1.5              |
| DiRT 3                              | 24 травня 2011 рік   | 2.0              |
| Bodycount                           | 2 вересня 2011 року  | 2.0              |
| Operation Flashpoint: Red River     | 21 квітня 2011 року  | 2.0              |
| Race Driver: Grid 2                 | в розробці, 2012 рік | 2.0              |
| F1 2011                             | 20 вересня 2011 року | 2.0              |
| DiRT Showdown                       | 25 травня 2012 року  | 2.0              |
| DiRT 4                              | 9 червня 2017 року   | 4.0              |